# Lijst van beschermd erfgoed in Marche-en-Famenne
Onderstaande tabel geeft een overzicht van de beschermde erfgoederen in de gemeente Marche-en-Famenne. Het beschermd erfgoed maakt onderdeel uit van het cultureel erfgoed in België.
| Object | Bouwjaar/architect | Deelgemeente | Adres                                        | Coördinaten                   | Nummer?                | Afbeelding |
| --- | ------------------ | ------------ | -------------------------------------------- | ----------------------------- | ---------------------- | --- |
| Kerk Saint-Remacle |                    |              |                                              | 50° 13' 41" NB, 5° 20' 39" OL | 83034-CLT-0001-01 Info | Kerk Saint-Remacle |
| Terreinen en gebouwen rond de kerk Saint-Etienne en zijn kerkhof |                    |              | Waha                                         | 50° 12' 49" NB, 5° 20' 40" OL | 83034-CLT-0002-01 Info | Terreinen en gebouwen rond de kerk Saint-Etienne en zijn kerkhof |
| Site gevormd door de kapel van Trinité en de laan van het Monument |                    |              |                                              | 50° 13' 13" NB, 5° 20' 3" OL  | 83034-CLT-0003-01 Info | |
| Kapel Sainte-Trinité en het heiligdom Saint-Sépulcre |                    |              |                                              | 50° 13' 14" NB, 5° 20' 5" OL  | 83034-CLT-0005-01 Info | Kapel Sainte-Trinité en het heiligdom Saint-Sépulcre |
| "Maison Jadot" |                    |              | Grand'Rue, tegenwoordig rue du Commerce n°17 | 50° 13' 37" NB, 5° 20' 37" OL | 83034-CLT-0007-01 Info | "Maison Jadot" |
| De gevels en daken van gebouwen genaamd Maison Jadot en het ensemble gevormd door twee gebouwen van het huis Jadot en de tuin |                    |              |                                              | 50° 13' 37" NB, 5° 20' 37" OL | 83034-CLT-0008-01 Info | |
| Huis "Dochain", genoemd "le Manoir" |                    |              | rue Victor Libert n°2                        | 50° 13' 38" NB, 5° 20' 34" OL | 83034-CLT-0010-01 Info | |
| Kasteel Jemeppe en boerderij |                    |              | rue Félix Lefèvre n°s 59-60                  | 50° 11' 11" NB, 5° 18' 49" OL | 83034-CLT-0011-01 Info | Kasteel Jemeppe en boerderij |
| Kapel Saint-Christophe |                    |              |                                              | 50° 11' 9" NB, 5° 18' 37" OL  | 83034-CLT-0012-01 Info | Kapel Saint-Christophe |
| Kerk Saint-Etienne en de omliggende begraafplaats |                    |              |                                              | 50° 12' 44" NB, 5° 20' 37" OL | 83034-CLT-0013-01 Info | Kerk Saint-Etienne en de omliggende begraafplaats |
| Totaliteit van het kapelaanshuis |                    |              |                                              | 50° 13' 38" NB, 5° 20' 30" OL | 83034-CLT-0014-01 Info | Totaliteit van het kapelaanshuis |
| Gebouw "Au vieux Marché": gevels, daken en die van de veranda aan de zijkant |                    |              | rue du Commerce, n°15                        | 50° 13' 37" NB, 5° 20' 37" OL | 83034-CLT-0015-01 Info | |
| Boerderij van Blancs Curé: gevels en daken van de twee hoofdgebouwen |                    |              | rue du Maquis, n°2                           | 50° 12' 43" NB, 5° 20' 30" OL | 83034-CLT-0016-01 Info | Boerderij van Blancs Curé: gevels en daken van de twee hoofdgebouwen |
| Huis: totaliteit van de gevels en daken |                    |              | rue du Maquis n°4                            | 50° 12' 41" NB, 5° 20' 28" OL | 83034-CLT-0017-01 Info | Huis: totaliteit van de gevels en daken |
| Voormalige jezuïetenkerk bekend als "Casino" (gevels en daken) |                    |              | rue des Brasseurs, n°2                       | 50° 13' 39" NB, 5° 20' 44" OL | 83034-CLT-0018-01 Info | Voormalige jezuïetenkerk bekend als "Casino" (gevels en daken) |
| Boerderij Brugge (gevels en daken van alle gebouwen, de vier delen van de bestaande oude huis met de gewelfde kelders, de elementen van de gotische schouw van het hoofdgebouw, omliggende muren en de tuin en de geplaveide binnenplaats), en het ensemble gevormd door deze gebouwen en omliggende terreinen |                    |              | rue de l'Eglise n°16                         | 50° 12' 3" NB, 5° 18' 56" OL  | 83034-CLT-0019-01 Info | Boerderij Brugge (gevels en daken van alle gebouwen, de vier delen van de bestaande oude huis met de gewelfde kelders, de elementen van de gotische schouw van het hoofdgebouw, omliggende muren en de tuin en de geplaveide binnenplaats), en het ensemble gevormd door deze gebouwen en omliggende terreinen |
| Huis: gevels en daken |                    |              | rue du Commerce n°3                          | 50° 13' 38" NB, 5° 20' 35" OL | 83034-CLT-0020-01 Info | |
| Boerderij en instelling beschermingszone |                    |              | rue de la Forêt n°54                         | 50° 13' 1" NB, 5° 23' 6" OL   | 83034-CLT-0021-01 Info | |
| Kasteel van Waha: gevels en daken, waaronder de twee aanbouwen gelegen aan de rand van de geplaveide binnenplaats en het kasteelpark |                    |              |                                              | 50° 12' 55" NB, 5° 20' 45" OL | 83034-CLT-0022-01 Info | Kasteel van Waha: gevels en daken, waaronder de twee aanbouwen gelegen aan de rand van de geplaveide binnenplaats en het kasteelpark |
| Ensemble van de kerk Saint-Etienne, uitgezonderd het orgel (instrumentaal deel en buffet) |                    |              |                                              | 50° 12' 44" NB, 5° 20' 37" OL | 83034-PEX-0001-01 Info | Ensemble van de kerk Saint-Etienne, uitgezonderd het orgel (instrumentaal deel en buffet) |